# Шталаг 313
Шталаг 313 (нем. Stalag 313; лагерь «5-й полк») — лагерь для советских военнопленных, а затем и концентрационный лагерь для гражданских лиц, созданный немцами во время Великой Отечественной войны в Белоруссии.
Действовал с сентября 1941 по май 1944 года. Первоначально являлся лагерем для военнопленных. Располагался в полуразрушенных бараках на западной окраине Витебска на месте, где ранее дислоцировался 5-й железнодорожный полк. Вокруг лагеря были вкопаны столбы, между которыми натянули колючую проволоку.
Заключённые в лагере голодали, от истощения с трудом могли передвигаться. Питание было более чем скудным: две мёрзлые картофелины и пол-литра баланды из «костяной муки», изготовлявшейся из перемолотых останков лошадей, 100—150 г хлеба из отходов зерна, смешанного с опилками. Первое время местному населению позволялось приносить пленным продукты, но потом это было запрещено.
Военнопленные использовались для различных работ в городе.
В 1942 году в лагерь стали попадать и гражданские лица. Для них использовалась западная часть лагеря. После уничтожения в 1943 году всех военнопленных лагерь был заполнен гражданским населением. Общее количество расстрелянных и погибших от голода и пыток составляет более 100 тысяч человек, из которых около 4 тысяч — гражданские лица.
В конце мая 1944 года оставшихся в живых узников отправили в лагерь у переднего края немецкой обороны в районе станции Крынки.
Лагерь подчинялся 201-й и 403-й охранным дивизиям. Расформирован 27 августа 1944 года.